# 원동항공

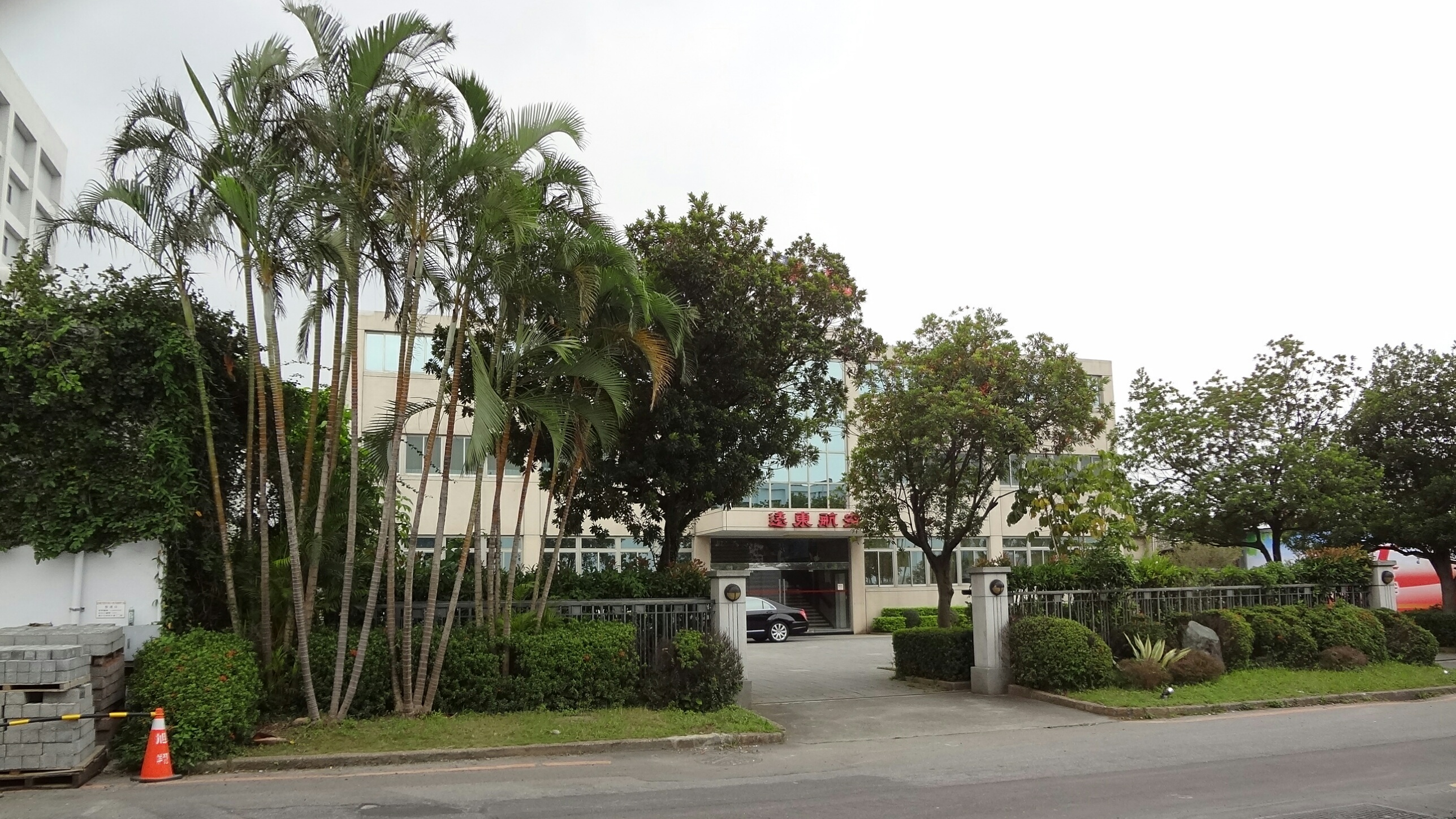
FAT 본사

원동항공(중국어: 遠東航空, 영어: Far Eastern Air Transport)은 중화민국의 항공사로 본사는 타이베이시에 위치해 있다.

## 역사
- 1957년 - 회사 설립
- 1997년 12월 - 타이완 증권거래소에 상장
- 2003년 - 종업 원수, 1000여 명 돌파
- 2008년 2월 13일 - 국제 항공 협력 청산 거래소 (ICH)는 통번 ICN018/08 호의 통지를 보내, 결제하지 않은 채무가 있다는 것을 이유로 회원 자격을 박탈
- 2008년 2월 14일 - 금융 위기로 경영이 악화되기 시작
- 2008년 2월 23일 - 법원은 긴급하게 처벌하는 것을 결정 후 회생 절차에 들어감
- 2008년 5월 12일 - 운항에 필요한 연료 비용을 지불할 수 없다는 이유로 국제선과 국내선 전 노선에 운항 정지
- 2008년 5월 13일 - 경영이 악화되면서 최종 부도 처리[1]
- 2010년 1월 12일 - 회사 재건을 위해 운항 재개 계획 제출
- 2010년 11월 27일 - 타이베이 쑹산 공항에서 시험 비행을 실시
- 2011년 4월 18일 - 운항 재개
- 2012년 7월 27일 - 카오슝 ~ 제주 부정기 노선 취항 (2012년 10월 31일 종료)
- 2018년 10월 2일 - 타이베이 ~ 제주 정기 노선 취항

## 운항 노선
- 2019년 9월 현재 원동항공은 다음과 같은 노선을 운항하고 있다.

## 보유 기종
- 2019년 9월 기준으로 원동항공은 다음과 같은 기종을 보유하고 있다.[2]

## 사건 및 사고
- 1981년 8월 22일, 원동항공 103편 여객기가 추락하여 110명이 사망하였다.

## 같이 보기
- 대만의 항공사 목록